# Leloaloa

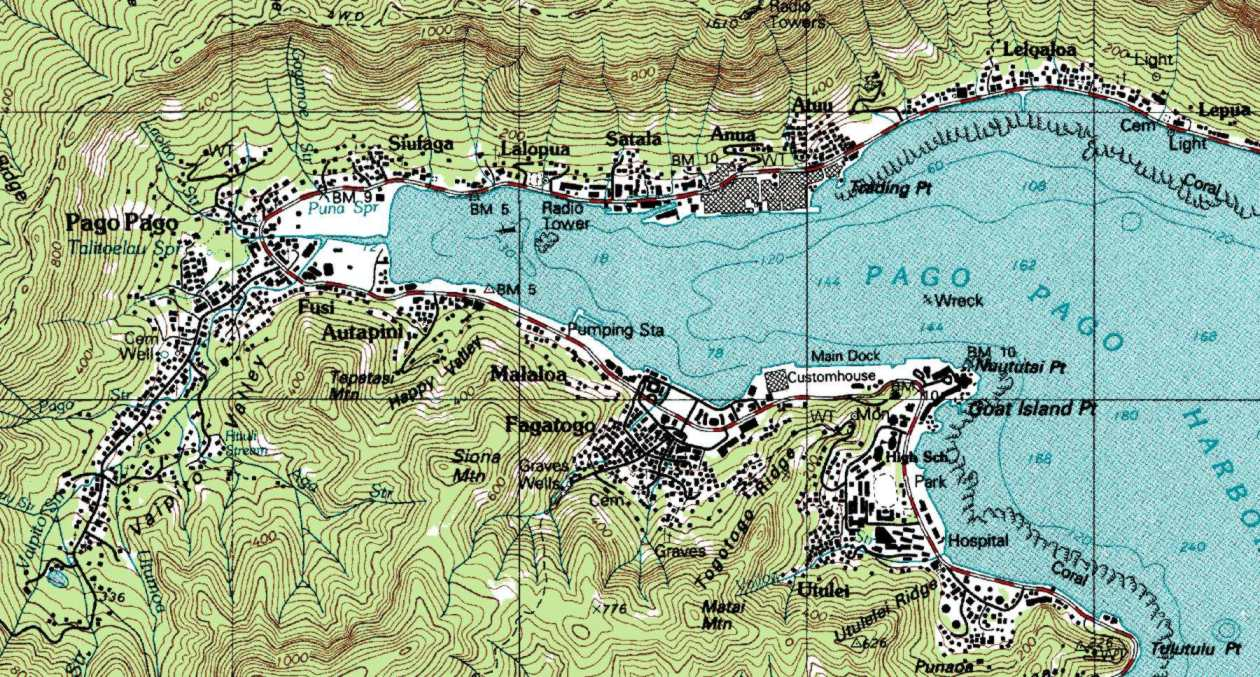
Karte mit Pago Pago und Leloaloa

Leloaloa ist ein Ort auf der Insel Tutuila in Amerikanisch-Samoa, etwa zwei Kilometer östlich des Hauptortes Pago Pago.
| 2010 | 448 |
| 2000 | 534 |
| 1990 | 412 |
| 1980 | 414 |

## Söhne und Töchter des Ortes
- Tulsi Gabbard (* 1981), Politikerin

## Belege
1. ↑  American Samoa Statistical Yearbook. Department of Commerce
Research and Statistics Division, 14. Februar 2019, archiviert vom Original am 14. Februar 2019; abgerufen am 26. April 2025.

Koordinaten: 14° 16′ S, 170° 41′ W